# 太四子
太四子，是由金亨埈（天）、李東錀（雨）、朴峻奭（雲）、金永珉（風）所組成的韓國男子组合。组合于1997年10月20日，以主打歌『道』初次亮相，並以NRG為假想對手。直到2000年，共發行4張專輯，2001年正式解散。2019年11月29日，18年後首次同台出演Two Yoo Project - Sugar Man第三季首集。節目播出後成為人氣話題，再次展開演藝活動。

## 成員

### 金亨埈（天）
- 韓文名：김형준
- 英文名：Kim Hyung Jun
- 日文名：キム・ヒョンジュン
- 生日：1977年5月4日（48歲）
- 定位：隊長、主RAP
- 現時：所屬社CreativeKkot Management[3]

### 李東錀（雨）
- 韓文名：이동윤
- 英文名：Lee Dong Yoon
- 日文名： イ・ドンユン
- 生日：1978年5月25日（47歲）
- 定位：主舞、副唱
- 現時：定居美國、經營餐廳

### 朴峻奭（雲）
- 韓文名：박준석
- 英文名：Park Jun Seok
- 日文名：パク・チュンソク
- 生日：1978年10月30日（46歲）
- 定位：副RAP
- 現時：所屬社CreativeKkot Management[3]
- 備註：已婚（配偶為所屬社代表）

### 金永珉（風）
- 韓文名：김영민
- 英文名：Kim Young Min
- 日文名： キム・ヨンミン
- 本名 : 金永得 （韓文名 : 김영득）
- 生日：1980年1月10日（45歲）
- 定位：主唱
- 現時：所屬社MinSoundStory Entertainment[4]

## 專輯
正規專輯
- 1輯 《太四子 1》(1997年 11月)

主打曲－道（页面存档备份，存于），M/V女主角為金喜善
後續曲－Time（页面存档备份，存于），M/V女主角為姜惠貞
後續曲－사랑 눈물 기쁨 상처(愛情 眼淚 愉快 傷口)
- 2輯 《太四子 2》(1998年 7月)

主打曲－愛心（页面存档备份，存于） M/V女主角為李世恩
後續曲－空虛（页面存档备份，存于） 出演裴斗娜
後續曲－Blue Birthday （页面存档备份，存于）
- 3輯 《2000-1》(1999年 7月)

主打曲－回心歌 （页面存档备份，存于），M/V女主角為吳珠恩
後續曲－詩（页面存档备份，存于），M/V男主角為劉智泰
- 4輯 《跳躍》(2000年 6月)

主打曲－에피소드(Episode)（页面存档备份，存于）
主打曲－Again（页面存档备份，存于）
主打歌由에피소드(Episode)改爲Again
後續曲－체념(諦念)
精選輯
- 《太四子 Forever History》(2001年10月)

主打曲－영원히(永遠)
CD-1
CD-2

## 獎項
- 1998年 SBS 人氣歌謠 新人賞
- 1998年 金唱片大賞 新人賞

## 外部連結
個人
- 金亨埈的Instagram帳戶
- 朴峻奭的Instagram帳戶
- 金永珉的Instagram帳戶

團體
- 太四子的Naver頁面（页面存档备份，存于）
- 太四子的Naver Cafe（页面存档备份，存于）

CreativeKkot Management
- CreativeKkot的Instagram帳戶
- CreativeKkot的Facebook專頁
- CreativeKkot Management的網頁（页面存档备份，存于）
- YouTube上的CreativeKkot頻道

MinSoundStory Entertainment
- MinSoundStory Entertainment的Facebook專頁
- YouTube上的MinSoundStory Entertainment頻道